# Present (альбом)
Present — девятый студийный альбом британской рок-группы Van der Graaf Generator, выпущенный 25 апреля 2005 года. Первая студийная запись коллектива в XXI веке и первый релиз с 1976 года, над которым работал классиечский состав группы (Хэммилл, Бэнтон, Джексон, Эванс). Лейбл Charisma Records возобновил свою деятельность, чтобы издать альбом.

## Список композиций

### Диск 1
1. Every Bloody Emperor (Хэммилл) — 7:03
2. Boleas Panic (Джексон) — 6:50
3. Nutter Alert (Хэммилл) — 6:11
4. Abandon Ship! (Эванс, Хэммилл) — 5:07
5. In Babelsberg (Хэммилл) — 5:30
6. On the Beach (Джексон, Хэммилл) — 6:48

### Диск 2
Все песни написаны Хэммиллом, Бэнтоном, Джексоном и Эвансом.
1. Vulcan Meld — 7:19
2. Double Bass — 6:34
3. Slo Moves — 6:24
4. Architectural Hair — 8:55
5. Spanner — 5:03
6. Crux — 5:50
7. Manuelle — 7:51
8. 'Eavy Mate 3:51
9. Homage to Teo — 4:45
10. The Price of Admission — 8:49

## Участники записи
- Питер Хэммилл — вокал, гитара, клавишные
- Дэвид Джексон — саксофон, флейта
- Хью Бэнтон — орган
- Гай Эванс — ударные, перкуссия